# 드미트리 센니코프
드미트리 알렉산드로비치 센니코프(러시아어: Дмитрий Александрович Сенников, 1976년 6월 24일 ~ )는 러시아의 전직 축구 선수로, 포지션은 수비수였다. 그는 로코모티프 모스크바에서 11시즌 동안 활약한 것으로 가장 잘 알려져 있으며, 러시아 국가대표팀에서도 활약한 바 있다.

## 구단 경력
센니코프는 레닌그라드 (현재의 상트페테르부르크)에서 태어나 제니트 유소년 축구학교를 졸업했다. 한동안 어떤 프로 클럽과도 계약하지 못해 취미로 축구를 계속하던 그는 1996년 1부 리그 소속 로코모티프 상트페테르부르크에 입단했다. 이 클럽에서 2년간 활약한 뒤, 그는 CSKA 모스크바의 제안을 받아들이고 이적했으나, 1군 주전 자리를 확보하는 데 실패했고, 반 시즌 뒤 신니크 야로슬라블로 임대되었다. 1999년에는 또 다른 1부 리그 클럽인 루빈 카잔으로 이적했다.
2000년, 센니코프는 로코모티프 모스크바의 제안을 수락하고 모스크바로 복귀했으며, 이후 모든 대회를 통틀어 200경기 이상에 출전했다. 2010년 12월 21일, 클럽과의 마지막 계약이 만료된 후 현역 은퇴를 발표했다.

## 국가대표팀 경력
센니코프는 2002년 3월 27일, 에스토니아와의 원정 친선 경기에서 러시아 국가대표팀 데뷔 전을 치렀다. 그는 2002년 FIFA 월드컵과 UEFA 유로 2004에 러시아 국가대표로 참가했다. 국가대표팀에서의 마지막 경기는 2005년 10월 12일에 열린 2006년 FIFA 월드컵 유럽 지역 예선 슬로바키아와의 원정 경기였으며, 이 경기는 0-0 무승부로 끝났고, 러시아는 본선 진출에 실패했다.

## 플레이 스타일
센니코프는 어떤 포메이션에서도 수비 전 지역을 소화할 수 있는 선수로, 센터백은 물론 좌우 풀백으로도 뛸 수 있었다.
로코모티프 모스크바에서는 오랜 기간 팀을 이끈 유리 시오민 감독 아래 주로 스리백의 왼쪽 수비수로 기용되었으며, 오른발잡이임에도 불구하고 이 위치에서 활약했다. 경기 상황과 수비 파트너에 따라 오른쪽 수비수로도 나설 수 있었고, 주 포지션은 아니었지만 클럽과 국가대표팀 모두에서 가끔 풀백으로도 출전했다.

## 사생활
센니코프는 프리미어리그를 자신이 가장 좋아하는 축구 리그로 꼽았으며, 1990년대부터 응원해 온 리버풀을 가장 좋아하는 팀이라고 밝혔다.